# Einadia allanii
Einadia allanii là loài thực vật có hoa thuộc họ Dền. Loài này được (Aellen) Paul G.Wilson mô tả khoa học đầu tiên năm 1983.